# سنديان بركاني
السنديان البركاني نوع نباتي شجري من جنس السنديان من الفصيلة الزانية.

## الموئل والانتشار
موطن هذا النوع الجبال الساحلية شمال غرب المشرق العربي ووسط تركيا.